# یواس‌اس ندوا دوم (اس‌پی-۶۴)
یواس‌اس ندوا دوم (اس‌پی-۶۴) (به انگلیسی: USS Nedeva II (SP-64)) یک کشتی بود که طول آن ۶۰ فوت (۱۸ متر) بود. این کشتی  در سال ۱۹۱۷ ساخته شد.